# Davy Crockett (serie animata)
Davy Crockett è una serie televisiva animata prodotta da Animage.

## Personaggi
- Davy Crockett
- Rebecca
- Jumpy
- Sceriffo Carson
- Tombè du Ciel
- Bradley